# Jean-Louis Leclerc (homme politique, 1786-1873)
Pour les articles homonymes, voir Leclerc.
Ne doit pas être confondu avec Jean-Louis Leclerc (homme politique, 1767-1822).
Jean-Louis Leclerc (né le 3 septembre 1786 au Havre et mort le 22 novembre 1873 à Fécamp) est un homme politique français. À la suite des élections législatives de 1831 il est élu député du 6e collège de la Seine-inférieure. 

## Sources
- « Jean-Louis Leclerc (homme politique, 1786-1873) », dans Adolphe Robert et Gaston Cougny, Dictionnaire des parlementaires français, Edgar Bourloton, 1889-1891 [détail de l’édition]